# Aloiampelos
Aloiampelos (лат.) — род суккулентных растений семейства Асфоделовые (Asphodelaceae) произрастающий на территории ЮАР и Лесото. На 2023 год, включает семь видов, которые ранее относили к роду Алоэ (Aloe).

## Название
Латинское родовое название Aloiampelos образовано от лат. aloë – «алоэ» и др.-греч. ἄμπελος (ampelos) — «виноградная лоза» или «вьющееся растение».

## Описание
Кустарниковые, вьющиеся, суккулентные многолетники имеют линейно-ланцетные, тонкие, плоские листья без пятен, с зубчатыми краями, которые расположены по спирали и делятся четкими междоузлиями.
Соцветие простая (редко 1- или 2-ветвистая) боковая метелка, которая может быть от рыхлой до тонкой цилиндрической или густой. Кисти головчатые. Цветки цилиндрические, слегка тригональные, могут быть желтыми, оранжевыми, красными или зеленоватыми. Плод представляет из себя локулицидную коробочку, содержащую многочисленные семена.
Число хромосом: 2n = 14, 4n = 28 и 6n = 42 (Brandham, 1971).

## Таксономия
Недавние филогенетические исследования доказали, что род Алоэ (Aloe) представляет собой полифилетический таксон. В связи с этим было принято решение о разделении его на несколько родов — Aloe, Kumara, Aloiampelos и Gonialoe.
Aloiampelos Klopper & Gideon F.Sm., первое упоминание в Phytotaxa 76: 10 (2013).

### Виды
Подтвержденные виды по данным сайта Plants of the World Online на 2023 год:

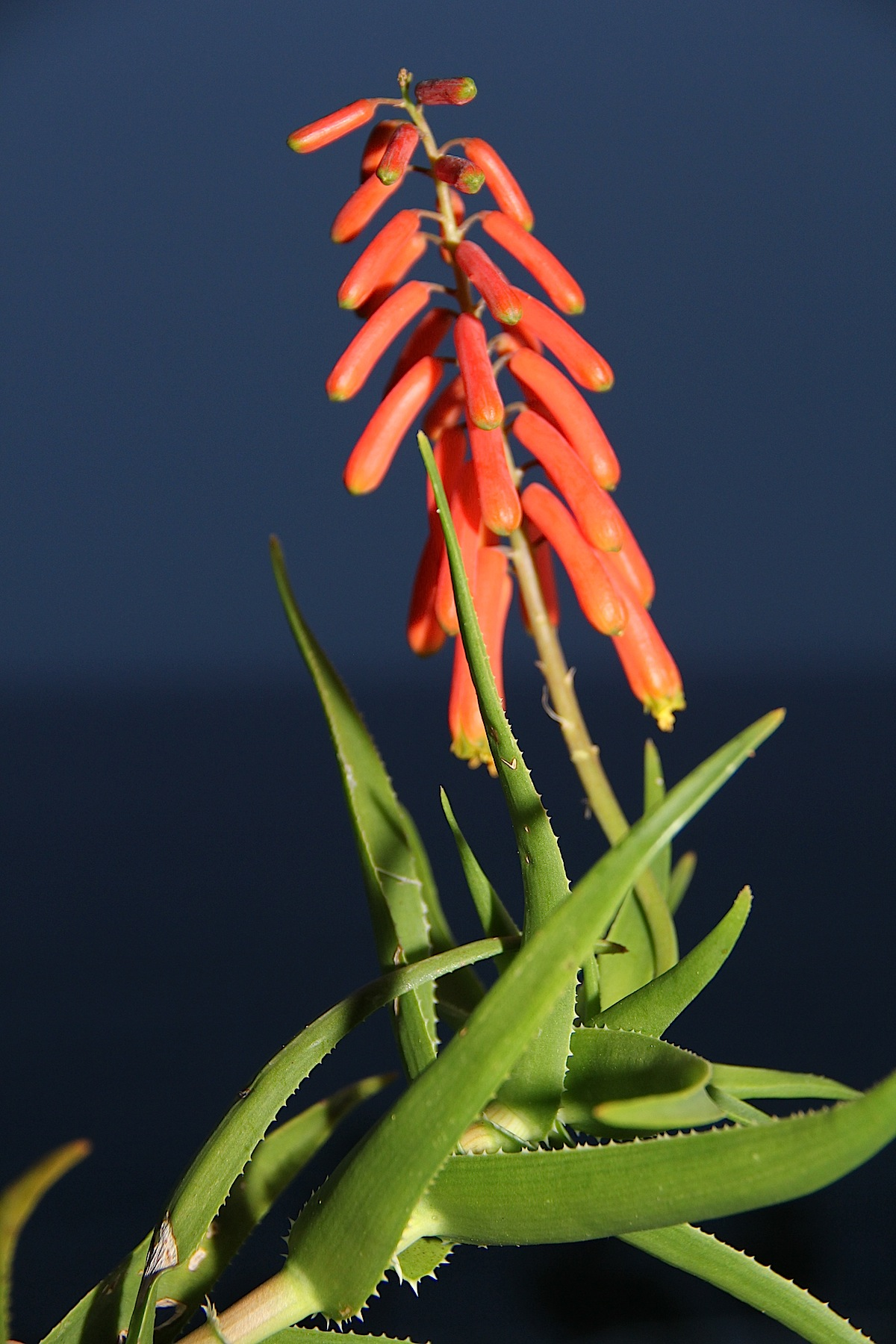
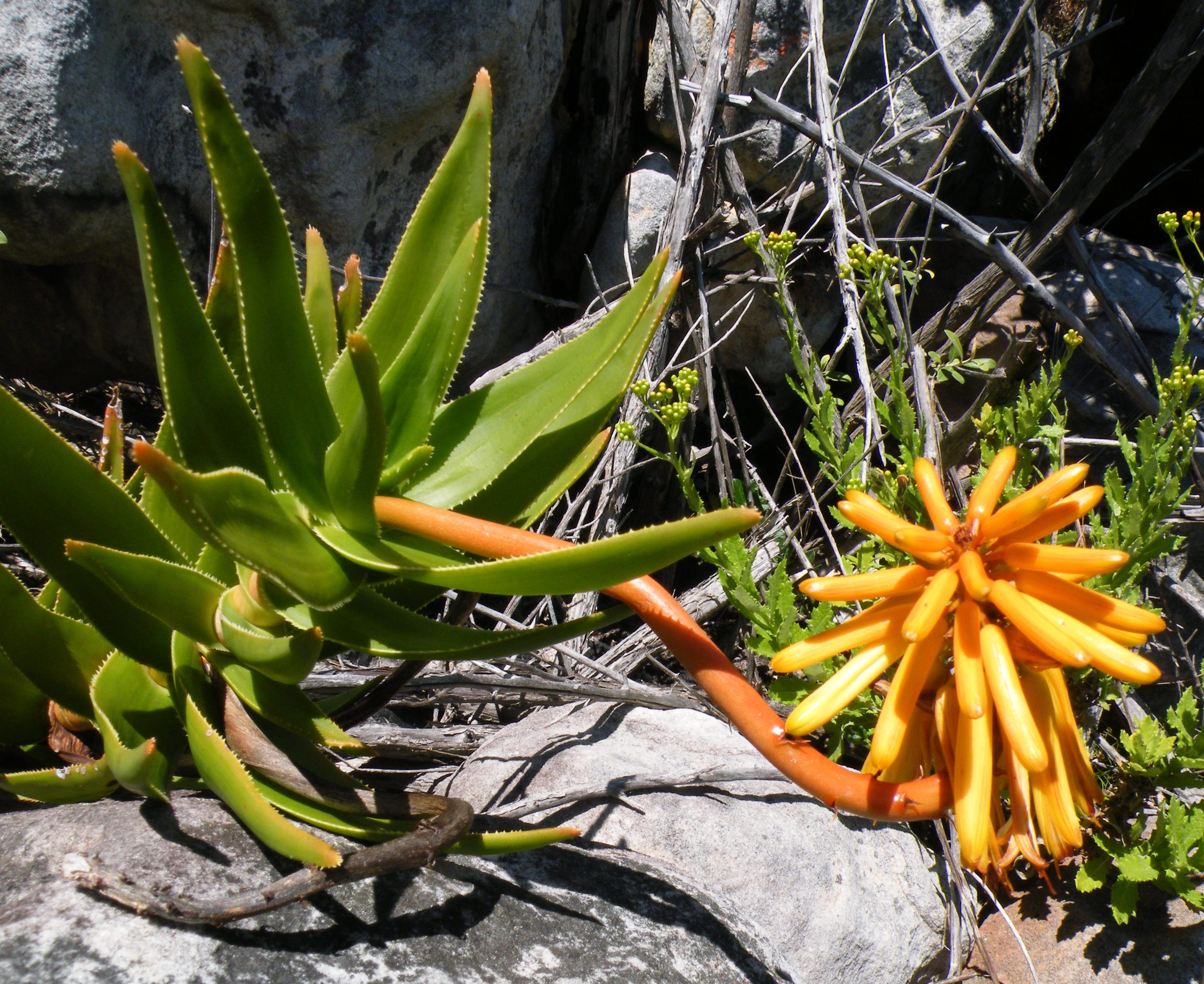
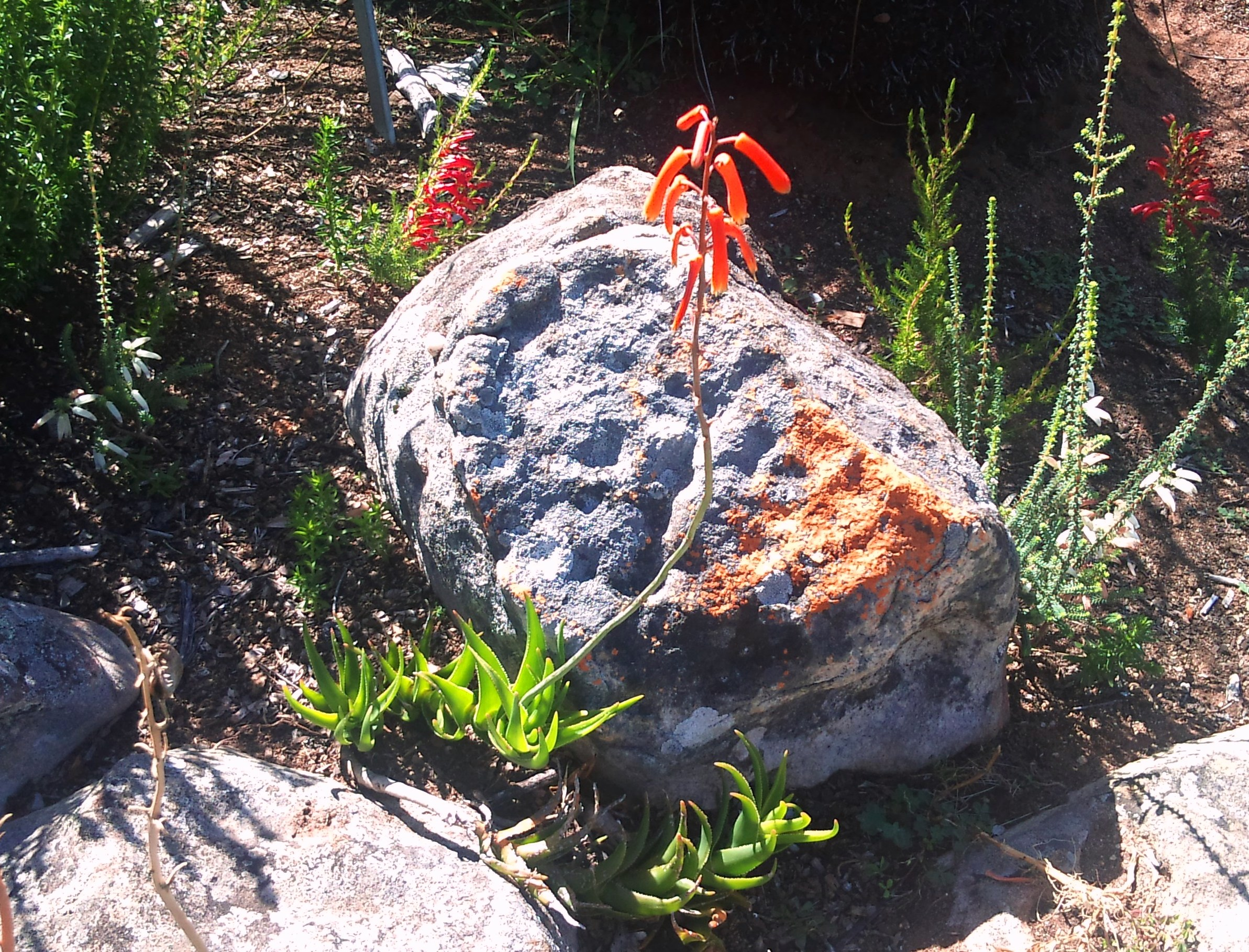
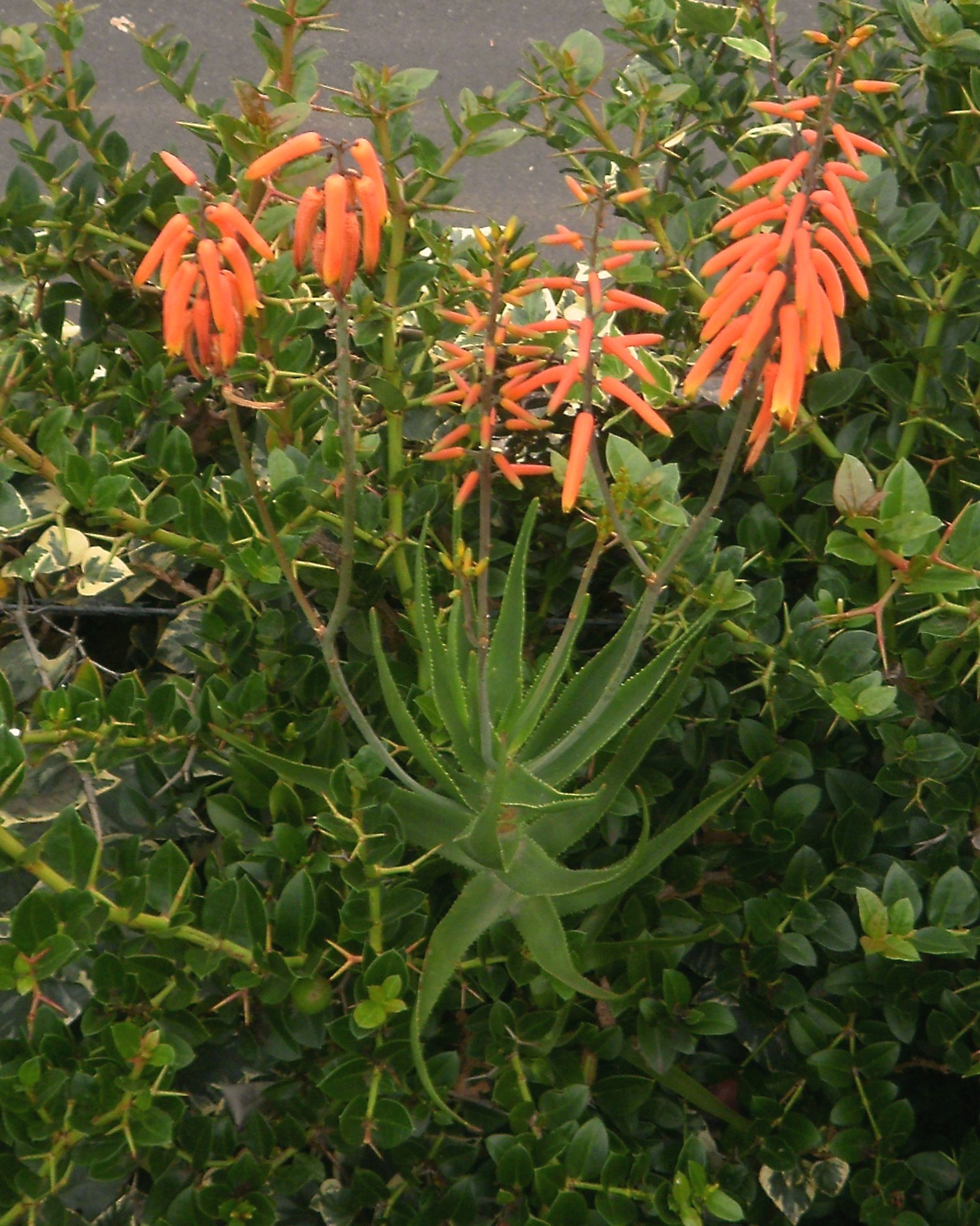
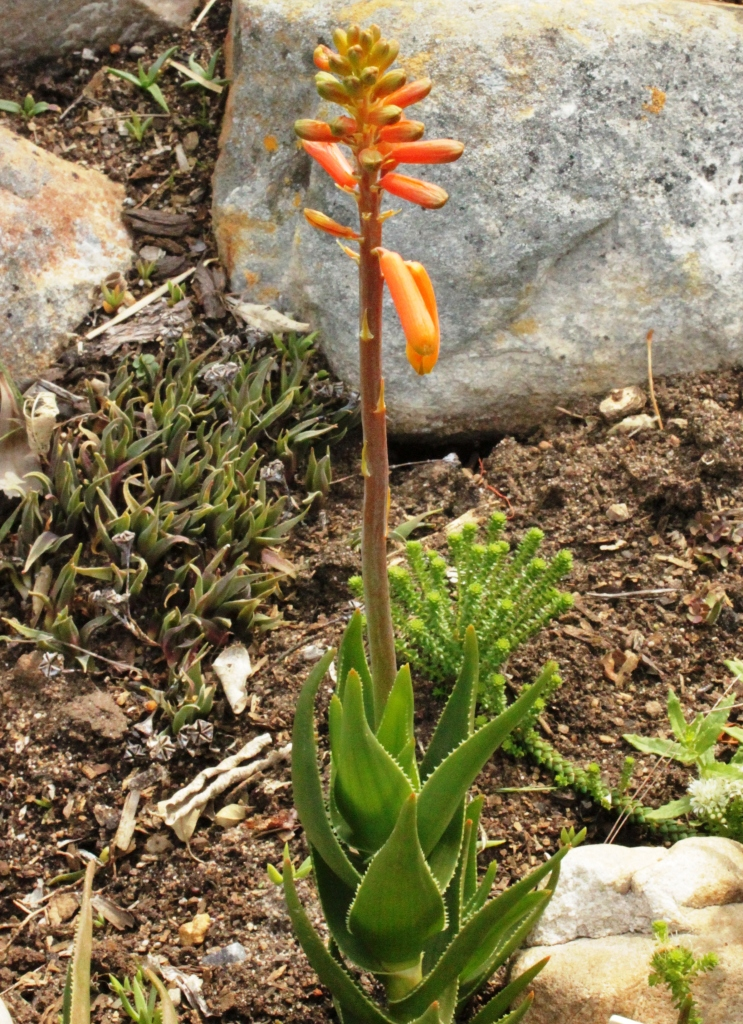
'
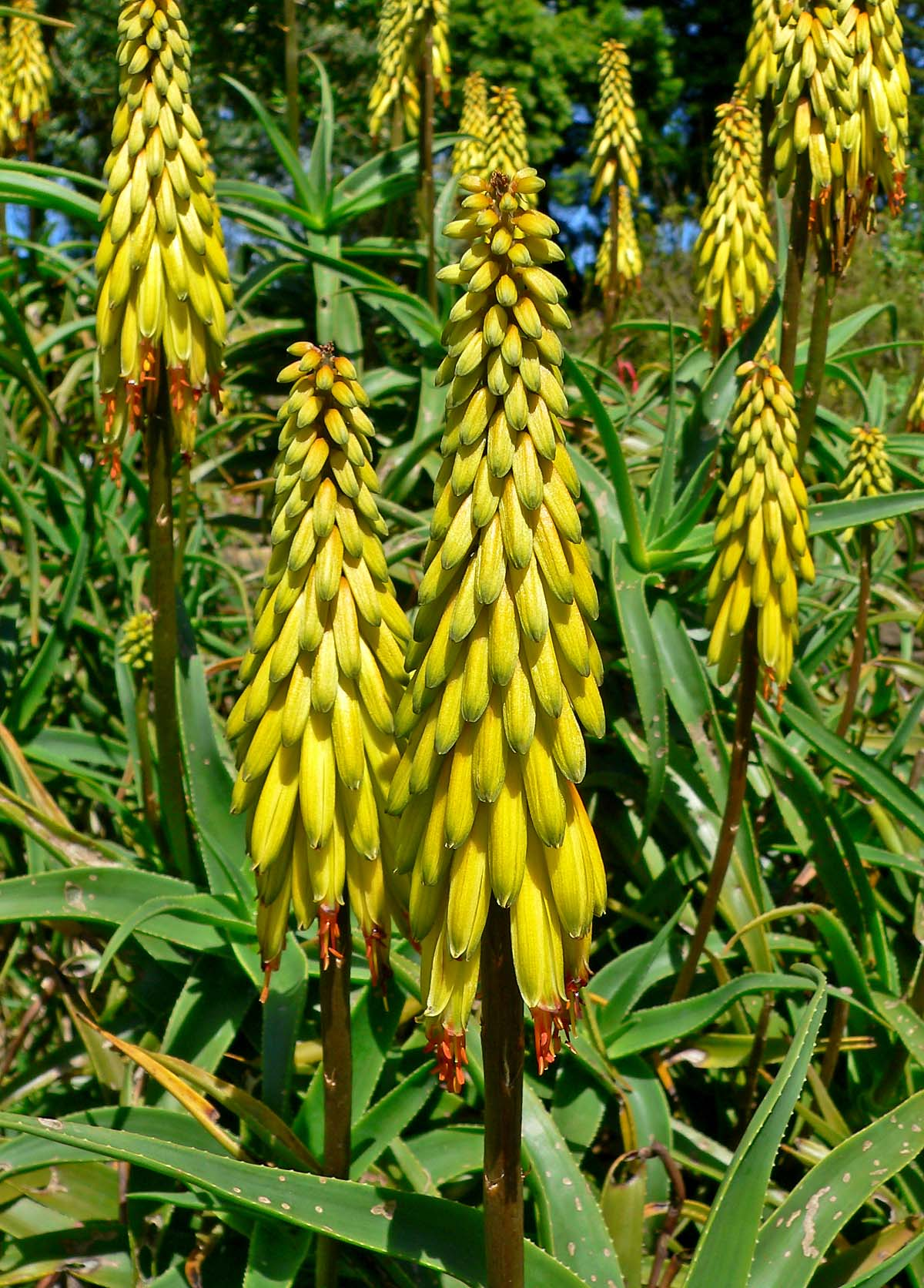
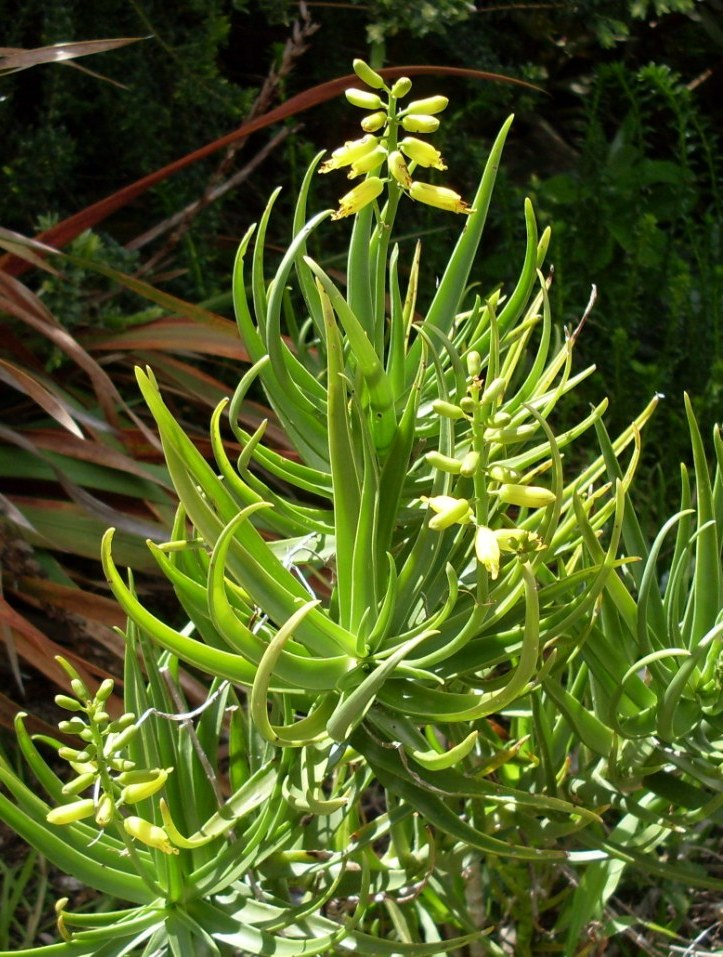
'

- Aloiampelos ciliaris (Haw.) Klopper & Gideon F.Sm.typus
- Aloiampelos commixta (A.Berger) Klopper & Gideon F.Sm.
- Aloiampelos decumbens (Reynolds) Klopper & Gideon F.Sm.
- Aloiampelos gracilis (Haw.) Klopper & Gideon F.Sm.
- Aloiampelos juddii (van Jaarsv.) Klopper & Gideon F.Sm.
- Aloiampelos striatula (Haw.) Klopper & Gideon F.Sm.
- Aloiampelos tenuior (Haw.) Klopper & Gideon F.Sm.

- Aloiampelos ciliaris
- Aloiampelos commixta
- Aloiampelos decumbens
- Aloiampelos gracilis
- Aloiampelos juddii
- Aloiampelos striatula
- Aloiampelos tenuior

## Распространение

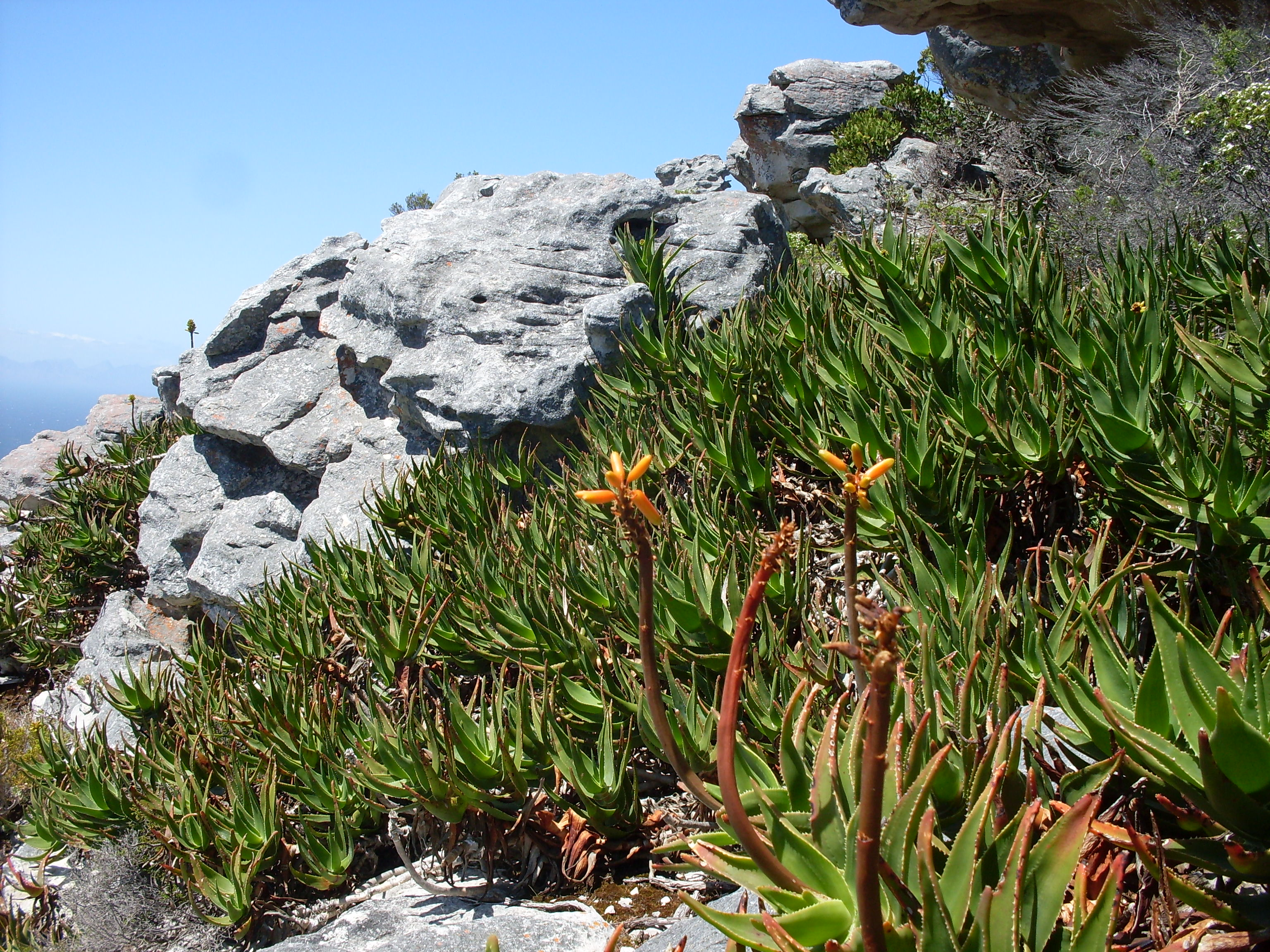
, Кейптаун

Природным ареалом рода Aloiampelos являются ЮАР (Капская провинция, Фри-Стейт и Квазулу-Натал) и Лесото. Виды натурализованы в Алжире, Италии, Франции, Марокко, Канарских островах (Испания), островах Хуан-Фернандес (Чили) и острове Норфолк (Австралия).
Растения проявляют четкую и доступную адаптацию к различным природным условиям окружающей среды. Виды произрастающие в богатых растительностью регионах обычно высокие и прямостоячие, с крючковатыми загнутыми листьями, которые позволяют закреплять свои ветви и взбираться по деревьям и зарослям. Напротив, виды из более засушливых регионов с низкой, редкой растительностью более «лежачие» и не имеют необходимости загибать свои листья.
Наиболее распространенным видом рода, является Aloiampelos ciliaris — относительно широко распространенный в Южной Африке. По-видимому, он произошел от мелкого и редкого растения с тонкими листьями, которое теперь классифицируется как подвид — Aloiampelos ciliaris subsp. tidmarshii. Его родственниками, движущимися вдоль побережья Южной Африки, являются — Aloiampelos tenuior, произрастающий в открытой песчаной местности Квазулу-Натал и Восточной Капской провинции ЮАР, Aloiampelos striatula, произрастающий на более высоких горных хребтов граничащих с Кару, и Aloiampelos gracilis произрастающий в сухих зарослях вокруг города Порт-Элизабет. Южнее, на территории Западно-Капской провинции, кустарниковая растительность финбош подвержена частым пожарам, что делает ее дружелюбной для видов рода Aloiampelos. Тем не менее, несколько редких реликтовых видов такие как Aloiampelos decumbens, Aloiampelos juddii и Aloiampelos commixta, выживают в крупнозернистых песчаниковых песках в пределах биома финбош.